# Bugatti Bordeaux
El Bugatti Bordeaux fue un prototipo de automóvil del fabricante francés Bugatti.

## Diseño
El Bugatti Bordeaux tiene un diseño similar al del Bugatti Veyron, es caracterizado también por la rejilla delantera (al igual que el Bugatti Veyron), y los faros, que nacen del tramo del frontal.

## Motor
El Bordeaux utilizaba un motor W16 de 8,0 L montado en la parte delantera que entrega potencia a través de tracción en las cuatro ruedas. El motor deriva de la unidad quad-turbo utilizada en el Bugatti Veyron.